# Rivière Toulnustouc
Der Rivière Toulnustouc ist ein 253 km langer linker Nebenfluss des Rivière Manicouagan in der Verwaltungsregion Côte-Nord der kanadischen Provinz Québec.

## Flusslauf
Der Fluss hat sein Quellgebiet 15 km östlich des Stausees Réservoir Manicouagan. Er fließt in südlicher Richtung. Dabei durchfließt er den See Lac Fortin. Der Fluss wurde am Abfluss aus dem Lac Sainte-Anne durch den Bau der Barrage du Lac-Sainte-Anne im Jahre 1958 aufgestaut. In den Jahren 2003–2005 wurde etwa 12 km abstrom ein neuer 77 m hoher Staudamm, die Barrage de la Toulnustouc (⊙), erbaut. Dadurch wurde das Tal unterhalb des Lac Sainte-Anne überflutet und ist nun Teil des Stausees. Weiter unterhalb befindet sich das zugehörige Speicherkraftwerk Centrale de la Toulnustouc (526 MW), das über einen 9,8 km langen Stollen bei einer Höhendifferenz von 152 m mit Wasser aus der Talsperre versorgt wird. Etwa 45 km nordnordwestlich von Baie-Comeau mündet der Fluss schließlich in den zum Réservoir Manic 2 aufgestauten Rivière Manicouagan.